# Despechá
Despechá è un singolo della cantante spagnola Rosalía, pubblicato il 28 luglio 2022 come primo estratto dall'edizione deluxe del terzo album in studio Motomami.

## Antefatti
La cantante ha presentato Despechá per la prima volta dal vivo durante il concerto inaugurale del Motomami World Tour a Almería il 6 luglio 2022 insieme ad altri tre pezzi inediti che entrarono a far parte della scaletta definitiva di tutti i concerti del tour. Sebbene alcuni di questi brani furono scartati durante il processo di realizzazione dell'album Motomami e altri vennero scritti appositamente per il tour, vennero tutti inclusi nell'edizione deluxe dell'album, pubblicata il 9 settembre 2022.
Il tour ha ottenuto una significativa copertura mediatica attraverso la rete sociale e diversi video in cui la cantante si esibisce sulle note del brano hanno catturato l'attenzione dei fan e sono diventati virali sulla piattaforma TikTok. Il 12 luglio, la stessa Rosalía attraverso i propri profili social pubblica un'anteprima della versione in studio del brano e durante il concerto del 19 luglio a Madrid ha chiesto direttamente ai presenti se preferissero come titolo Despechá o Lao a lao e la scelta è ricaduta unanimemente sulla prima opzione. Durante il terzultimo concerto della tappa spagnola del tour a Bilbao, il 27 luglio, la cantante ha rivelato che il brano sarebbe stato pubblicato quella stessa notte.

## Descrizione
Despechá è un brano di genere merengue che incorpora al suo interno sonorità elettropop e della durata di due minuti e trentasette secondi. Descritto da Pitchfork come «una meraviglia di efficienza, che fluttua avanti e indietro tra due accordi di pianoforte molleggianti mentre cavalca un altrettanto fluttuante ritmo di percussione», il testo del brano parla di lasciarsi alle spalle gli impegni lavorativi e il cuore spezzato per divertirsi con gli amici in discoteca e vivere la vita nel modo più edonistico possibile. Vengono anche menzionati i musicisti dominicani Fefita la Grande e Omega, il quale avrebbe dovuto originariamente partecipare vocalmente al brano. La testata Rolling Stone paragona Despechá al singolo Break My Soul di Beyoncé, pubblicato un mese prima, eleggendolo contestualmente come valido contendente al titolo di canzone estiva dell'anno.
In merito alla canzone, Rosalía ha affermato che «esistono diversi modi in cui interpretare il titolo del brano: in questo caso si tratta della spensieratezza o della follia, del muoversi senza riserve o rimpianti. Questa è la dimensione in cui mi esprimo musicalmente, da cui tutto è iniziato e in cui continuerò a farlo finché Dio me lo permetterà. Sono grata di aver potuto viaggiare nel mondo negli ultimi anni e aver visitato posti come la Repubblica Dominicana, da cui provengono Fefita la Grande, Juan Luis Guerra e Omega have, fonti di ispirazione senza i quali questa canzone non esisterebbe.»

## Video musicale
Il video musicale, diretto da Mitch Ryan, è stato filmato nella spiaggia di Es Portixol a Palma di Maiorca il 30 luglio 2022 e reso disponibile su YouTube il 10 agosto seguente.

## Tracce
Testi di Rosalía Vila Tobella, musiche di Carlos Ortíz Rivera, Juan G. Rivera Vázquez, Noah Goldstein, Dylan Wiggins, Nino Segarra e David Rodríguez.
Download digitale – 1ª versione
1. Despechá – 2:37

Download digitale – 2ª versione
1. Despechá RMX (con Cardi B) – 2:50

## Classifiche

### Classifiche settimanali
| Classifica (2022-23)  | Posizione massima |
| --------------------- | ----------------- |
| Argentina             | 2                 |
| Belgio (Vallonia)     | 5                 |
| Bolivia               | 7                 |
| Canada                | 80                |
| Cile                  | 7                 |
| Colombia              | 18                |
| Costa Rica            | 9                 |
| Ecuador               | 6                 |
| El Salvador           | 1                 |
| Francia               | 6                 |
| Grecia                | 52                |
| Irlanda               | 76                |
| Italia                | 32                |
| Lussemburgo           | 11                |
| Messico               | 6                 |
| Panama                | 10                |
| Paraguay              | 9                 |
| Portogallo            | 3                 |
| Repubblica Dominicana | 13                |
| Spagna                | 1                 |
| Stati Uniti           | 63                |
| Svizzera              | 14                |

### Classifiche di fine anno
| Classifica (2022) | Posizione |
| ----------------- | --------- |
| Belgio (Vallonia) | 67        |
| Francia           | 70        |
| Paraguay          | 41        |
| Spagna            | 3         |
| Svizzera          | 63        |
| Uruguay           | 8         |
| Classifica (2023) | Posizione |
| Francia           | 37        |
| Portogallo        | 42        |
| Spagna            | 28        |
| Svizzera          | 52        |
| Classifica (2024) | Posizione |
| Spagna            | 52        |

## Date di pubblicazione
| Paese                 | Data           | Formato                      | Nota   |
| --------------------- | -------------- | ---------------------------- | ------ |
| Mondo                 | 28 luglio 2022 | Download digitale, streaming | [ 44 ] |
| Italia                | 5 agosto 2022  | Contemporary hit radio       | [ 45 ] |
| Stati Uniti d'America | 23 agosto 2022 | Rhythmic contemporary radio  | [ 46 ] |